# Rhynchocyon
Rhynchocyon е род слонски земеровки, който включва най-едрите представители на семейството. Разпространени са в Източна и Централна Африка.
Към него спадат четири вида:
- Rhynchocyon chrysopygus
- Rhynchocyon cirnei
- Rhynchocyon petersi
- Rhynchocyon udzungwensis[3]